# Dulce González Doreste
Dulce María González Doreste (Las Palmas de Gran Canaria) es una investigadora y profesora española especializada en Filología clásica, francesa, árabe y románica. En 2020, fue reconocida con el Premio del Instituto Universitario de Estudios de las Mujeres de la Universidad de La Laguna por su labor investigadora.

## Trayectoria
González obtuvo su doctorado en Filología románica en la Universidad de La Laguna (ULL) en 1985, con la tesis titulada Estudio lexicológico de los Lais de Marie de France. Más tarde, el 25 de junio de 1998, fue nombrada catedrática de Filología francesa en la misma universidad, reconociendo su experiencia y su contribución al campo.
Ha desempeñado diversas funciones en el ámbito académico, como subdirectora del Departamento de Filología Moderna de la Universidad de La Laguna desde 1991 hasta 1995. Además, ejerció como directora del Departamento de Filología Francesa y Románica entre 1998 y 2001 y como Decana de la Facultad de Filología entre 2001 y 2006. Y fue asesora del Rector en Políticas de Igualdad y Relaciones Institucionales entre 2015 y 2018.
En 2019, González se presentó en la lista del PSOE al Cabildo Insular de Tenerife. Ese mismo año fue nombrada Directora de la Agencia Canaria de Calidad Universitaria y Evaluación Educativa, puesto que ocupó hasta 2020. Además, es miembro del Instituto de Estudios Canarios en la sección de Filología y ha ejercido como directora del Instituto Universitario de Estudios de las Mujeres de la Universidad de La Laguna.
Desde 2011, González ha ocupado el puesto de directora del Instituto Universitario de Estudios Medievales y Renacentistas (IEMYR) de la Universidad de La Laguna. Este instituto es un centro de investigación de carácter multidisciplinar que se dedica al estudio de la Edad Media y el Renacimiento.
Fue directora de la Agencia Canaria de Calidad Universitaria y Evaluación Educativa (ACCUEE) del Gobierno de Canarias entre agosto de 2019 y septiembre de 2020.
Entre los trabajos de González, se encuentran sus investigaciones sobre arquetipos y modelos femeninos en textos medievales franceses, así como sus estudios sobre textos de viajeros científicos franceses relacionados con las Islas Canarias. Ha publicado diversos libros, entre los que se destaca su obra más reciente Estereotipos femeninos desde la antigüedad clásica hasta el siglo XVI, publicada en 2022 y que ha tenido siete ediciones en español e inglés. Este volumen recopila once contribuciones sobre los orígenes, evolución y función de los modelos femeninos en la cultura occidental, desde los textos grecorromanos hasta la literatura medieval y renacentista. El libro se organiza en cuatro bloques temáticos que buscan profundizar en la construcción del discurso misógino y su contrario en obras literarias y didácticas que abordan los arquetipos femeninos.

## Reconocimientos
En 2020, González recibió el Premio del Instituto de las Mujeres de la Universidad de La Laguna por su trayectoria profesional en el ámbito académico. Este galardón es un premio que busca reconocer y visibilizar la labor de aquellas mujeres que han destacado en sus respectivas áreas de trabajo en la institución.

## Obra
- 1987 – Estudio lexicológico de los Lais de Marie de France. Universidad de La Laguna, Servicio de Publicaciones. ISBN 978-84-600-4992-0.[21]
- 2011 – Nouvelles de la Rose: actualité et perspectives du Roman de la Rose. Con María de Pilar Mendoza Ramos. Universidad de La Laguna, Servicio de Publicaciones. ISBN 978-84-15-28714-8.[22]
- 2022 – Estereotipos femeninos desde la antigüedad clásica hasta el siglo XVI. Con Francisca del Mar Plaza Picón. De Gruyter. ISBN 978-3-11-075601-2.[23]